# Отделение № 5 совхоза Российский
Отделе́ние № 5 совхо́за «Росси́йский», известен также как населенный пункт Отделение № 5 совхоза Российский,населённый пункт отделение № 5 — населённый пункт в Марьяновском районе Омской области России, в составе Москаленского сельского поселения.

## История
В соответствии с Законом Омской области от 30 июля 2004 года № 548-ОЗ «О границах и статусе муниципальных образований Омской области» посёлок вошёл в состав образованного муниципального образования «Москаленское сельское поселение».

## География
Посёлок находится на юго-западе центральной части региона, в лесостепи в пределах Ишимской равнины, являющейся частью Западно-Сибирской равнины.

## Население
| 2010 |
| ---- |
| 196  |

Гендерный состав
По данным Всероссийской переписи населения 2010 года в гендерной структуре населения из 196 человек мужчин — 87, женщин — 109	(44,4 и 55,6 % соответственно)
Национальный состав
Согласно результатам переписи 2002 года, в национальной структуре населения русские составляли 82 % от общей численности населения в 254 чел..

## Инфраструктура
Совхоз.

## Транспорт
Просёлочные дороги